# Siergiej Kotow (2021)
Siergiej Kotow (ros. Сергей Котов) – rosyjski pełnomorski okręt patrolowy (korweta) projektu 22160 z XXI wieku. Okręt wszedł do służby w 2022 roku we Flocie Czarnomorskiej. Został zatopiony 5 marca 2024 roku podczas inwazji na Ukrainę.

## Projekt i budowa
Okręt był czwartą zbudowaną jednostką z typu rosyjskich pełnomorskich okrętów patrolowych nowego pokolenia projektu 22160 (typu Wasilij Bykow), zaprojektowanych zgodnie z wymogami trudnowykrywalności przez radary (stealth). Miały to być wielozadaniowe okręty przeznaczone do ochrony wód terytorialnych i wyłącznej strefy ekonomicznej, zapobiegania piractwu i przemytowi, prowadzenia akcji poszukiwawczo-ratowniczych i monitorowania środowiska naturalnego, natomiast mniejszy nacisk położono na funkcje bojowe.

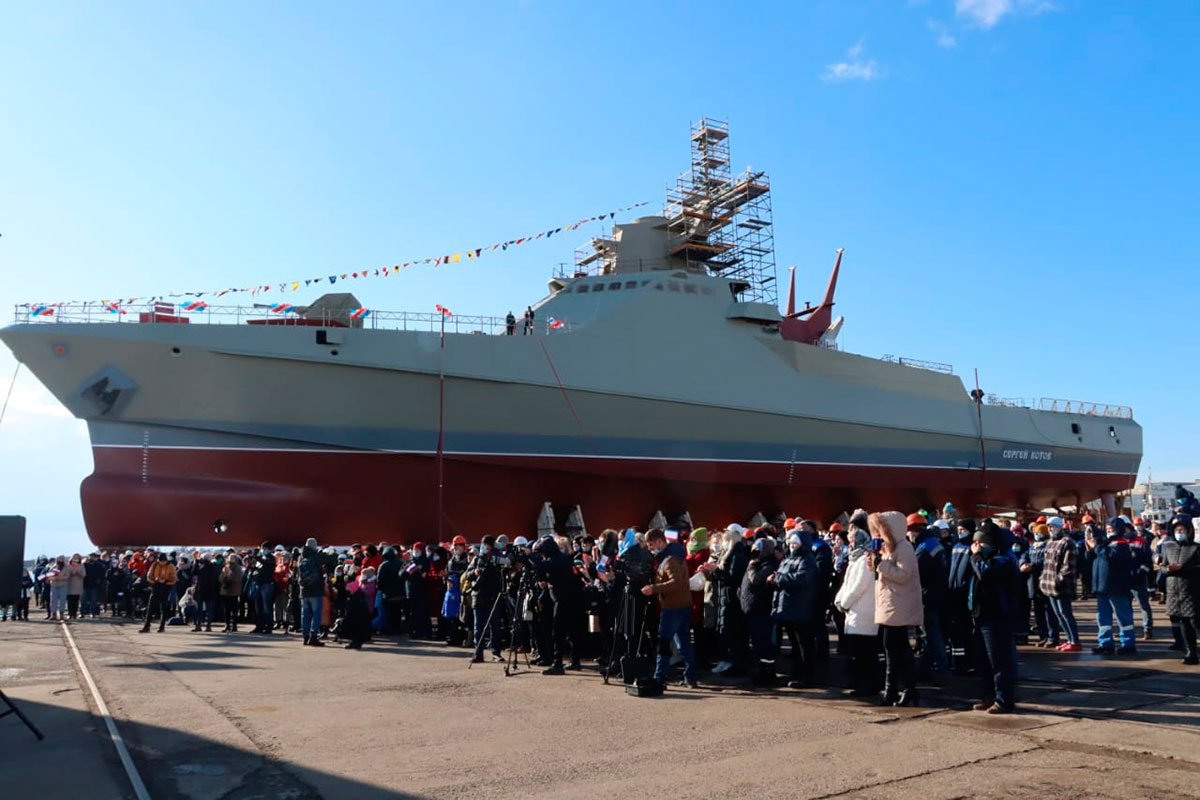
„Siergiej Kotow” przed wodowaniem

Okręt został zamówiony 9 października 2014 roku w ramach umowy ze stocznią  Zielenodolskij Zawod im. A.M. Gorkogo w Zielenodolsku na pięć okrętów seryjnych, po prototypowym „Wasiliju Bykowie”. Tam też miało miejsce położenie stępki 8 maja 2016 roku, pod numerem stoczniowym 164. Budowa jednak następnie została przeniesiona do znajdującej się pod zarządem stoczni w Zielenodolsku stoczni Sudostroitielnyj Zawod „Zaliw” im. B.Je. Butomy w Kerczu na anektowanym Krymie. Okręt wodowano w Kerczu 29 stycznia 2021 roku, a 29 października tego roku rozpoczął próby morskie, po czym 16 maja 2022 roku został przekazany Marynarce Wojennej Rosji. Okręt otrzymał imię na cześć Bohatera Związku Radzieckiego kontradmirała Siergieja Kotowa (1912-1999). Nadano mu stały numer burtowy 383.

## Skrócony opis
Kadłub i nadbudówki okrętów zostały ukształtowanie zgodnie z wymogami trudnowykrywalności przez radary (stealth). Wyporność wynosi około 1700 ton. Długość kadłuba wynosi 94 m. Załoga liczy około 80 osób.
Główne uzbrojenie stanowi automatyczna armata uniwersalna kalibru 76 mm AK-176MA w wieży na dziobie.  Uzbrojenie uzupełniają dwa karabiny maszynowe kalibru 12,7 mm Kord na skrzydłach mostka i dwa zdalnie sterowane granatniki automatyczne kalibru 55 mm DP-65, dla celów przeciwdywersyjnych. Ponadto uzbrojenie do samoobrony stanowią  pociski przeciwlotnicze bardzo bliskiego zasięgu samonaprowadzające się na podczerwień 9K38 Igła. Według niektórych publikacji, są one zamontowane w postaci wyrzutni 3M47 Gibka. W drugiej połowie 2022 roku patrolowce proj. 22160 miały zostać uzbrojone w autonomiczny moduł wyrzutni pocisków  przeciwlotniczych bliskiego zasięgu Tor-M2KM, montowany na pokładzie lotniczym. Nie wiadomo jednak, czy „Siergiej Kotow” otrzymał taką wyrzutnię.
Okręty dysponują hangarem i lądowiskiem dla śmigłowca o masie do 12 ton, np. Ka-27PS lub Ka-29. Ponadto na wyposażenie mogą wchodzić bezzałogowe statki powietrzne (drony), np. Gorizont Air S-100.

## Służba
„Siergiej Kotow” wszedł do służby w trakcie inwazji Rosji na Ukrainę, w której wziął następnie udział. 30 lipca 2022 roku na okręcie podniesiono banderę i został wcielony w skład Floty Czarnomorskiej. Został przydzielony do 184. brygady ochrony rejonu wodnego bazy morskiej w Noworosyjsku.
25 lipca 2023 roku Ministerstwo Obrony Rosji poinformowało, że w nocy „Siergiej Kotow”, wypełniający zadania kontroli ruchu morskiego, był nieskutecznie atakowany dwoma ukraińskimi bezzałogowymi łodziami uderzeniowymi 370 km na południowy zachód od Sewastopola, lecz zniszczył obie łodzie bez strat w załodze. Ponownie okręt był atakowany w ten sposób 1 sierpnia, 340 km na południowy zachód od Sewastopola, razem z bliźniaczym patrolowcem „Wasilij Bykow”. Według strony rosyjskiej, atak był nieskuteczny, jednak według nieoficjalnych informacji ukraińskich mogło dojść do uszkodzenia któregoś z okrętów, gdyż zostały wezwane śmigłowce do ewakuacji przynajmniej jednego zabitego i pięciu rannych. Ponownie strona rosyjska doniosła o nieskutecznym ataku na „Siergieja Kotowa” i zniszczeniu pięciu łodzi nad ranem 14 września 2023 roku.
5 marca 2024 roku Ukraina poinformowała, że „Siergiej Kotow” został zatopiony w nocy w południowej części Cieśniny Kerczeńskiej przez bezzałogowe łodzie uderzeniowe (drony morskie) Magura V5. Okręt został trafiony przez kilka łodzi w obie burty i w rufę. Według niezweryfikowanych danych ukraińskiego wywiadu, zginęło 7 osób załogi, a 6 zostało rannych.